# Якамара-куцохвіст каштанова
Якамара-куцохвіст каштанова (Galbalcyrhynchus purusianus) — вид дятлоподібних птахів родини якамарових (Galbulidae).

## Поширення
Птах поширений у басейні Амазонки — на заході Бразилії, півночі Болівії та на сході Перу. Його природним середовищем є тропічні та субтропічні болота і вторинні ліси.

## Опис
Дрібний птах, завдовжки до 20 см. Оперення червонувато-коричневого забарвлення. Голова, крила та хвіст темнішого кольору, ніж решта тіла. Дзьоб довгий, міцний, рожевого кольору.

## Спосіб життя
Живиться летючими комахами. Трапляється невеликими групами. Активний вдень. Гніздиться у порожнинах мертвих дерев.